# Municipio de Wilson (Iowa)
El municipio de Wilson (en inglés: Wilson Township) es un municipio ubicado en el condado de Osceola en el estado estadounidense de Iowa. En el año 2010 tenía una población de 172 habitantes y una densidad poblacional de 2,41 personas por km².

## Geografía
El municipio de Wilson se encuentra ubicado en las coordenadas 43°27′59″N 95°40′57″O / 43.46639, -95.68250. Según la Oficina del Censo de los Estados Unidos, el municipio tiene una superficie total de 71.35 km², de la cual 71,35 km² corresponden a tierra firme y (0 %) 0 km² es agua.

## Demografía
Según el censo de 2010, había 172 personas residiendo en el municipio de Wilson. La densidad de población era de 2,41 hab./km². De los 172 habitantes, el municipio de Wilson estaba compuesto por el 94,19 % blancos, el 2,91 % eran amerindios, el 1,16 % eran asiáticos y el 1,74 % eran de una mezcla de razas. Del total de la población el 0 % eran hispanos o latinos de cualquier raza.